# جيمي دودلي (لاعب كرة قدم)
جيمي دودلي (بالإنجليزية: Jimmy Dudley)‏ هو لاعب كرة قدم بريطاني، ولد في 24 أغسطس 1928 في Gartcosh ‏ في المملكة المتحدة، وتوفي في 25 أبريل 2006 في ويست بروميتش في المملكة المتحدة. شارك مع منتخب اسكتلندا الثانوي لكرة القدم ‏. أما مع النوادي، فقد لعب مع نادي ستوربريدج ونادي والسول ووست بروميتش ألبيون.